# Yoshitomi Shibata

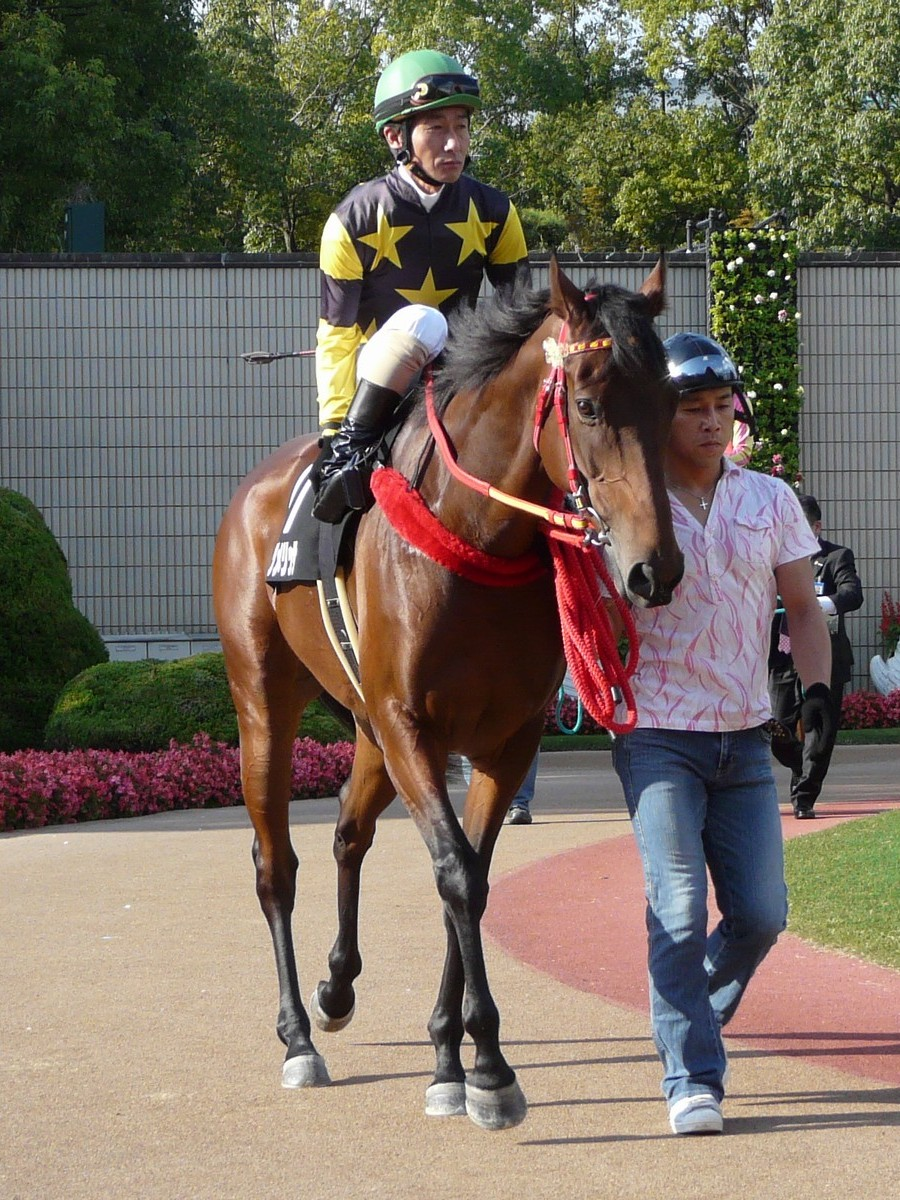
Yoshitomi Shibata

Yoshitomi Shibata (Aomori, 30 de Julho de 1966-) é um jóquei japônes.
Aos 19 anos Yoshitomi Shibata começou a montar como aprendiz de jóquei no Miho TC em Japão. Em 7 de março de 1985 conseguiu sua primeira vitória em montando o cavalo Izumi-Sanei. Iniciava-se assim, uma carreira de sucesso, com mais de 1.900 vitórias.